# Malick Sidibé
Malick Sidibé (1936-14 de abril de 2016) fue un fotógrafo maliense, conocido por sus estudios en blanco y negro de la cultura popular en Bamako en la década de 1960.

## Trayectoria
Nació en Soloba y completó sus estudios en dibujo y joyería en la Escuela de Artesanos Sudaneses, ahora el Instituto Nacional de las Artes, en Bamako. Entró en contacto con la fotografía en 1955, al conocer al francés Gérard Guillat-Guignard, conocido como Gégé la pellicule (Gégé carrete) cuando este solicitó un decorador para su estudio de Bamako y la escuela de Sidibé le envió a él, ya que era uno de sus mejores dibujantes. Se quedó como aprendiz de Gégé y en 1958 abrió su propio estudio, el Studio Malick, en Bamako, especializándose en fotografía documental y enfocándose principalmente en la juventud de la capital de Malí. En la década de 1970 se centró en los retratos de estudio.
En 2009 recibió el premio PHotoEspaña Baume et Mercier a su trayectoria profesional en el ámbito de la fotografía.